# Космические силы США
Космические силы США (англ. United States Space Force) — вид вооружённых сил США, предназначенный для осуществления военных операций в космическом пространстве. Созданы 20 декабря 2019 года. Глава — начальник космических операций генерал Б. Ченс Солтцман.
20 августа 2020 года Космическое командование США возглавил генерал Джеймс Дикинсон. Церемония прошла в Колорадо-Спринг под председательством министра обороны США Марка Эспера. В свою очередь, генерал Джон Рэймонд стал начальником Штаба космических операций (штаб-квартира — авиабаза Петерсон) .

## История создания
- Знак офицера Космических сил
- Трамп демонстрирует подписанную Директиву о космической политике
- На марше первые офицеры нового рода войск (весна 2020 года)

К концу 2019 года космической сферой в военном плане занималось 60 различных организаций, входящих в структуры Министерства обороны и Разведки. 80 % оборонного «космического» бюджета инвестировалось в Военно-воздушные силы США. При этом прослеживается несправедливость в распределении средств. Так, между 2010 и 2014 годами бюджет Военно-воздушных сил на самолётостроение и космические системы уменьшился на треть, но когда бюджет снова начал расти, закупки самолётов выросли на 50 %, тогда как закупки для космических нужд (спутники, обслуживающий персонал и др) продолжали снижаться ещё на 17 %. Также сказывается нехватка узкопрофильных специалистов, ведь сделать карьеру в этой сфере непросто. Например, в 2016 году ни один из 37 полковников Военно-воздушных сил, отобранных для повышения в звании до бригадного генерала, не был офицером космической отрасли. Всё это приводит к медленному принятию решений, раскоординированности и трудностям в выявлении ответственного за ошибку.
В 2017 году республиканец Майк Роджерс и демократ Джим Купер предложили создать «Космический корпус» как отдельный отдел в Министерстве Военно-воздушных сил. Эта концепция должна была бы напоминать о том, что Корпус морской пехоты США организационно входит в структуру Министерства военно-морских сил. Но это предложение не было поддержано.
Президент США Дональд Трамп впервые упомянул о создании КС в своей речи в марте 2018 года. 18 июня на встрече с возрожденным Национальным Космическим Советом он подписал Директиву о космической политике-3 (SPD-3). Трамп призвал Министерство обороны «немедленно начать процесс, необходимый для создания космических сил как шестого вида вооруженных сил», которые будут «раздельными, но равными» Военно-воздушным силам. Это задача возлагалась на Председателя Объединённого комитета начальников штабов США генерала Джозефа Данфорда.
В августе 2018 года вице-президент США Майк Пенс анонсировал, что КС появятся в 2020 году. 13 августа Трамп подписал Акт Джона МакКейна О национальной безопасности на 2019 год (No: 115—232). Согласно ему Космическое командование Вооружённых сил США (United States Space Command) должно быть воссоздано в конце 2019 года.
В декабре 2019 года, согласно директиве SPD-4, выяснилось, что сначала космические силы всё-таки не будут полностью независимыми от Министерства Военно-воздушных сил, однако в будущем получат своё собственное министерство. Возглавлять КС США будет генерал либо адмирал, который войдёт в состав Объединенного комитета начальников штабов США. Заместитель министра ВС, отвечающий за космос, также будет осуществлять гражданский надзор. Эту фигуру будет назначать президент после процедуры утверждения Сенатом.
21 декабря 2019 года президент США Дональд Трамп объявил о создании в стране космических войск. Соответствующее заявление он сделал в рамках церемонии подписания военного бюджета на 2020 финансовый год, проходившей на объединённой авиабазе Эндрюс в штате Мэриленд. Было сообщено, что новую структуру возглавит генерал ВВС Джон У. Реймонд. Было заявлено, что численность личного состава Космических сил составит 16 000 человек.
Компания SpaceX, возглавляемая предпринимателем Илоном Маском, объявила о заключении первого контракта с Космическими силами ВС США на предоставление спутниковой связи военным с помощью своей системы Starshield. Соглашение было подписано 1 сентября, оно рассчитано на год, максимальные расходы по контракту ограничены 70 000 000 долларов.

## Структура
- Космические операции командуют дельтами и гарнизонами.
- Штаты, где появятся подразделения национальной гвардии космических сил
- Закон об учреждении Космических сил США
- Новая униформа (2022)

Космические силы включают в себя 16000 человек. Общий бюджет на 5 лет почти 13 000 000 000 долларов. Кроме всех дел, напрямую связанных с космосом, за которые раньше отвечали Военно-воздушные силы, КС США также возьмут на себя все операции армии, военно-морского флота, агентства противоракетной обороны, Управления стратегических возможностей, НАСА, NOAA и Министерства торговли США. Также они будут поддерживать тесные связи с Национальным управлением военно-космической разведки США.
В состав Космических сил должны войти: Командование космических операций, 
Командование космических и военно-морских боевых систем ВМС США, 1-я космическая бригада и Операционный центр военно-морских спутников. Обсуждается необходимость создания Резерва и Национальной гвардии Космических сил.
13 августа 2021 года Космические силы США заявили о создании второго из трёх полевых командований, заменив Центр космических и ракетных систем, унаследованный от ВВС, новым командованием космических сил Space Systems Command (SSC). Как и его предшественник, SSC будет отвечать за разработку, приобретение, развёртывание и поддержку космических сил. Это включает в себя такие виды деятельности, как разработка новых спутников, приобретение коммерческих космических услуг, запуск спутников Министерства обороны на орбиту и испытания новых космических систем на орбите. SSC будет располагаться на базе ВВС Лос-Анджелеса.  Руководителем командование назначен заместитель директора национального разведывательного управления США генерал-майор Майкл Гетлейн, который был повышен до звания генерал-лейтенант.

### На лето 2020 года
Главный офис начальника штаба космических операций (Пентагон)
- Командование космических операций (авиабаза Ванденберг, штат Калифорния)
  - Space Training and Readiness Delta Provisional (STAR Delta), авиабаза Петерсон, штат Колорадо
  - Space Delta 2 (Космическое наблюдение), авиабаза Петерсон, штат Колорадо
  - Space Delta 3 (Космическая РЭБ), авиабаза Петерсон, штат Колорадо
  - Space Delta 4 (Противоракетное наблюдение), авиабаза Бакли, штат Колорадо
  - Space Delta 5 (Управление), авиабаза Ванденберг, штат Калифорния
  - Space Delta 6 (Космические компьютерные операции), авиабаза Шривер, штат Колорадо
  - Space Delta 7 (Наблюдение и разведка), авиабаза Петерсон, штат Колорадо
  - Space Delta 8 (Спутниковая связь/навигация), авиабаза Шривер, штат Колорадо
  - Space Delta 9 (Орбитальная война), авиабаза Шривер, штат Колорадо
- Наземные гарнизоны
  - Гарнизон Шривер-Петерсон, авиабаза Петерсон, штат Колорадо
  - Гарнизон Бакли, авиабаза Бакли, штат Колорадо
  - Гарнизон Пёрл-Харбор — Хикэм, штат Гавайи
- Космические крылья
  -  21-е космическое крыло (авиабаза Петерсон, штат Колорадо) (21st Space Wing)
  -  30-е космическое крыло (авиабаза Ванденберг, штат Калифорния) (30th Space Wing)
  -  45-е космическое крыло (авиабаза Патрик, штат Флорида) (45th Space Wing)
- Центр космических и ракетных систем (авиабаза Лос-Анджелес, штат Калифорния) (Space and Missile Systems Center)[12]
  -  61-я наземная группа (авиабаза Лос-Анджелес, штат Калифорния) (61st Air Base Group)
- Академия ВВС США (Колорадо-Спрингс)

### Реорганизация
В февраля 2024 года Пентагон обнародовал, на симпозиуме неправительственной Ассоциации ВВС и Космических сил (КС) США, план масштабной реорганизации в Военно-воздушных и Космических силах США. В ходе реорганизации в составе ВВС и КС предполагается объединить некоторые командования; в частности, в структуре КС будет создано командование перспективных разработок космических сил (это будет четвёртое полевое командование космических сил, аналог Главных командований ВВС США). Кроме того, космические силы внедрят новые стандарты боеготовности, а также введут собственную программу учений.

## Критика
Одобрительно о создании Космических войск высказались:
- руководитель НАСА Джим Брайденстайн: «КС должны будут защищать спутники GPS, без которых невозможна работа многих служб на Земле»[14];
- руководитель SpaceX Илон Маск: «КС пригодятся при распространении человечества за пределы Земли»[15];
- астрофизик Нил Деграсс Тайсон: «они могут помогать бороться с космическим мусором и, по возможности, предотвратить падение на Землю астероида»[16];
- астронавты Базз Олдрин, Терри Уэйн Вёртс, Джек Лусма, Дэвид Александер Вулф и Клейтон Конрад Андерсон;
- министр обороны США Джеймс Маттис и министр Военно-воздушных сил США Хизер Уилсон, будучи ранее противниками Космического корпуса, поддержали КС.

Против создания КС выступили бывший министр Военно-воздушных сил Дебора Ли Джеймс и Майкл Эдаврд О’Хэнлон из института Брукингса. Они считают, что не стоит разделять Военно-воздушные силы и, что создание самой маленькой из существующих в США вооружённой силы вряд ли поможет защитить спутники.
Член палаты представителей Джим Купер, возглавляющий подкомитет по стратегическим силам комитета по вооружённым силам палаты представителей в ходе политического форума жёстко высказался о работе командования с момента создания «Я бы хотел, чтобы мы читали в газетах больше об убийственных новых спутниковых системах вместо убийственной формы или больших смелых штабов». Он так же отметил, что по-прежнему не впечатлён моделью Агентства космического развития, предусматривающей внедрение коммерческих космических технологий и переработку их для использования государством.